# Titularbistum Hermiana
Hermiana (ital.: Ermiana) ist ein Titularbistum der römisch-katholischen Kirche.
Es geht zurück auf einen untergegangenen Bischofssitz in der gleichnamigen antiken Stadt, die in der römischen Provinz Byzacena (heutige Sahelregion Tunesiens) lag.
| Titularbischöfe von Hermiana |                                |                                         |                  |                   |
| Nr.                          | Name                           | Amt                                     | von              | bis               |
| 1                            | José Villalón Mercado          | Weihbischof in Mexiko (Mexiko)          | 1. April 1952    | 16. Februar 1983  |
| 2                            | Anthony J. Farquhar            | Weihbischof in Down und Connor (Irland) | 6. April 1983    | 18. November 2023 |
| 3                            | Adenis Roberto de Oliveira SdP | Weihbischof in Curitiba (Brasilien)     | 28. Februar 2024 |                   |